# Yên Thổ
Yên Thổ là một xã thuộc tỉnh Cao Bằng, Việt Nam.

## Địa lý
Yên Thổ là xã cực nam của huyện Bảo Lâm, có vị trí địa lý:
- Phía đông huyện Bảo Lạc
- Phía tây giáp tỉnh Hà Giang
- Phía nam tỉnh Bắc Kạn và tỉnh Tuyên Quang
- Phía bắc giáp xã Thái Học và xã Thái Sơn.

Xã Yên Thổ có diện tích 74,45 km², dân số năm 2019 là 5.541 người, mật độ dân số đạt 74 người/km².
Trên địa bàn xã có một số ngọn núi như Cáy Tò, Khau Thủm, Nà Lìu, Sam Vẽ, Khau Tao và có các dòng suối: Bản Loòng, Bản Vàng, Khuổi Chuồng, Nà Lùng, Nà Sài, Ngàm Vầy, Pom Kiều, Bản Pan.

## Hành chính
Xã Yên Thổ được chia thành 13 xóm: Bản Búng, Bản Chang I, Bản Chang II, Bản Đuốc, Bản Vàng, Khau Han, Khuổi Chuồng, Khuổi Ngầu, Khuổi Sáp, Lũng Cuổi, Nà Kéo, Nà Sài, Nà Vài.

## Lịch sử
Sau năm 1975, Yên Thổ là một xã thuộc huyện Bảo Lạc.
Ngày 25 tháng 9 năm 2000, Chính phủ ban hành Nghị định số 52/2000/NĐ-CP về việc điều chỉnh xã Yên Thổ thuộc huyện Bảo Lạc chuyển sang trực thuộc huyện Bảo Lâm mới thành lập.
Đến năm 2019, xã Yên Thổ được chia thành 17 xóm: Bản Pan, Bản Búng, Bản Đuốc, Bản Chang I, Bản Chang II, Cà Tắm, Khau Han, Khau Tao, Khuổi Chuồng, Lũng Cuổi, Nà Kéo, Nà Sài, Khuổi Sáp, Nà Vài, Bản Ngóe, Bản Vàng, Khuổi Ngầu.
Ngày 9 tháng 9 năm 2019, Hội đồng Nhân dân tỉnh Cao Bằng ban hành Nghị quyết số 27/NQ-HĐND về việc:
- Giữ nguyên 13 xóm: Bản Búng, Bản Đuốc, Bản Chang I, Bản Chang II, Khau Han, Khuổi Chuồng, Lũng Cuổi, Nà Kéo, Nà Sài, Khuổi Sáp, Nà Vài, Bản Vàng, Khuổi Ngầu
- Sáp nhập xóm Khau Tao vào xóm Nà Sài
- Sáp nhập một phần xóm Bản Chang I vào xóm Khau Han
- Sáp nhập xóm Cà Tắm vào phần còn lại của xóm Bản Chang I
- Sáp nhập xóm Bản Ngóe vào xóm Nà Vài
- Sáp nhập xóm Bản Pan vào xóm Bản Đuốc.